# Moala (escarabajo)
Moala es un género de escarabajos longicornios de la tribu Acanthocinini.

## Especies
- Moala crassus Dillon & Dillon, 1952
- Moala flavovittatus Dillon & Dillon, 1952